# مسجد النور (سانت جونز)
مسجد النور هو أول مسجد والمسجد الوحيد في مدينة سانت جون، نيوفاوندلاند ولابرادور في كندا. يقع الجامع في عاصمة مقاطعة سانت جون، بني المسجد في عام 1990 من قبل جمعية المسلمين في نيوفاوندلاند ولابرادور. نسبة كبيرة من المصلين هم من الطلاب أو أعضاء هيئة التدريس في جامعة ميموريال في نيوفاوندلاند.

## وصلات خارجية
- الموقع الرسمي